# Gisborne Plum
Gisborne Plum es una variedad cultivar de ciruelo (Prunus domestica), de las denominadas ciruelas europeas.
Una ciruela descrita desde 1831, se cree oriunda de "Gisborne"/Gisburn en el condado de Lancashire en Inglaterra. Las frutas tienen un tamaño mediano a grande de forma ovalada, piel gruesa, ácida, siendo el color de la piel amarillo dorado, cubierto de pruina de mediano espesor, punteado pequeño de color rojo cereza en el lado soleado, y pulpa de color amarillo ambarino, textura de pulpa firme, jugosa, con muy buen sabor cuando se cocina.

## Sinonimia
- "De Gisborne",
- "Gisborne's",
- "Gisborne's Early",
- "Honey Plum",
- "Gisbornes Zwetsche",
- "Ovalrunde Spreckel Pflaume",
- "Paterson's".[3]

## Historia
'Gisborne Plum' es una variedad de ciruela se cree oriunda de "Gisborne" (en la actualidad conocido como Gisburn en el condado de Lancashire en Inglaterra), su origen en cuanto a parentales es desconocido.
'Gisborne Plum' ha sido descrita por :1. Lond. Hort, Soc. Cat. 147. 1831. 2. Horticulturist 10:16. 1855.  3. Mas Pom. Gen. 2:49. 1873.  4. Mathieu Nom. Pom. 432. 1889.
'Gisborne Plum' está cultivada en diversos bancos de germoplasma de cultivos vivos, tales como en National Fruit Collection (Colección Nacional de Fruta) de Reino Unido con el número de accesión: 1924 - 046 y Nombre Accesión : Gisborne's. El espécimen fue recibido en el «National Fruit Trials» (Probatorio Nacional de Frutas), para evaluar sus características en 1924.

## Características
'Gisborne Plum' árbol de porte extenso, moderadamente vigoroso, erguido, productivo, floración abundante. Autofértil. Flor blanca, que tiene un tiempo de floración que comienza a partir del 26 de abril con el 10% de floración, para el 30 de abril tiene una floración completa (80%), y para el 10 de mayo tiene un 90% de caída de pétalos.
'Gisborne Plum' tiene una talla de tamaño de mediano a grande de forma ovalada, cavidad poco profunda, estrecha, abrupta, sutura una línea indistinta; ápice redondeado, con peso promedio de 31.90 g; epidermis tiene una piel gruesa, ácida, siendo el color de la piel amarillo dorado, cubierto de pruina de mediano espesor, punteado pequeño de color rojo cereza en el lado soleado; pedúnculo glabro, con una longitud promedio de 12.28 mm, pubescente, bien adherido al fruto con la cavidad del pedúnculo estrecha y apenas pronunciada; pulpa de color amarillo ambarino, textura de pulpa firme, jugosa, con muy buen sabor cuando se cocina.
Hueso semi adherido a libre, grande, irregular y ampliamente ovada, aplanada, áspera, ligeramente comprimida y con cuello en la base, roma o aguda en el ápice, sutura ventral estrecha, alada, sutura dorsal aguda o levemente surcada.
Su tiempo de recogida de cosecha es temprano, se inicia en su maduración en la primera y tercera decena de agosto.

## Usos
Esta ciruela tiene aplicaciones culinarias, cuando se cocina adquiere un sabor excelente.